# Ghiacciolo (meteorologia)

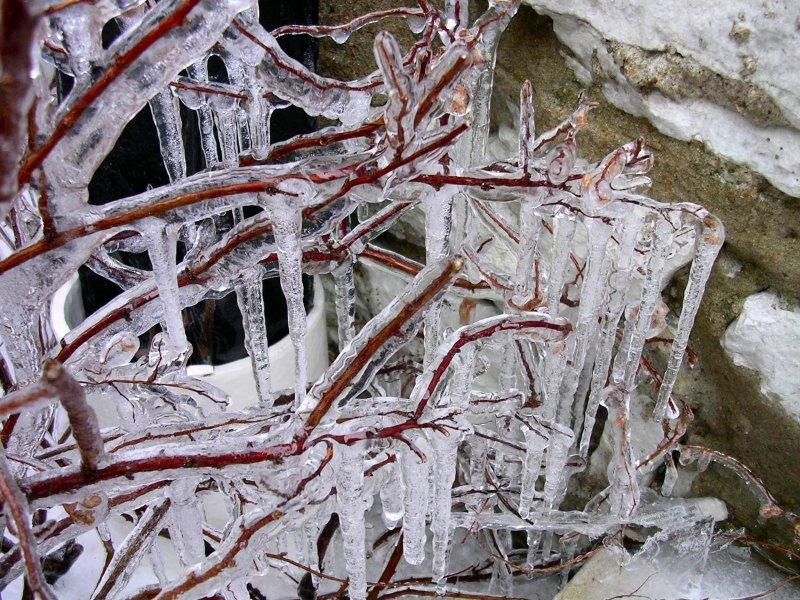
Ghiaccioli su di un albero

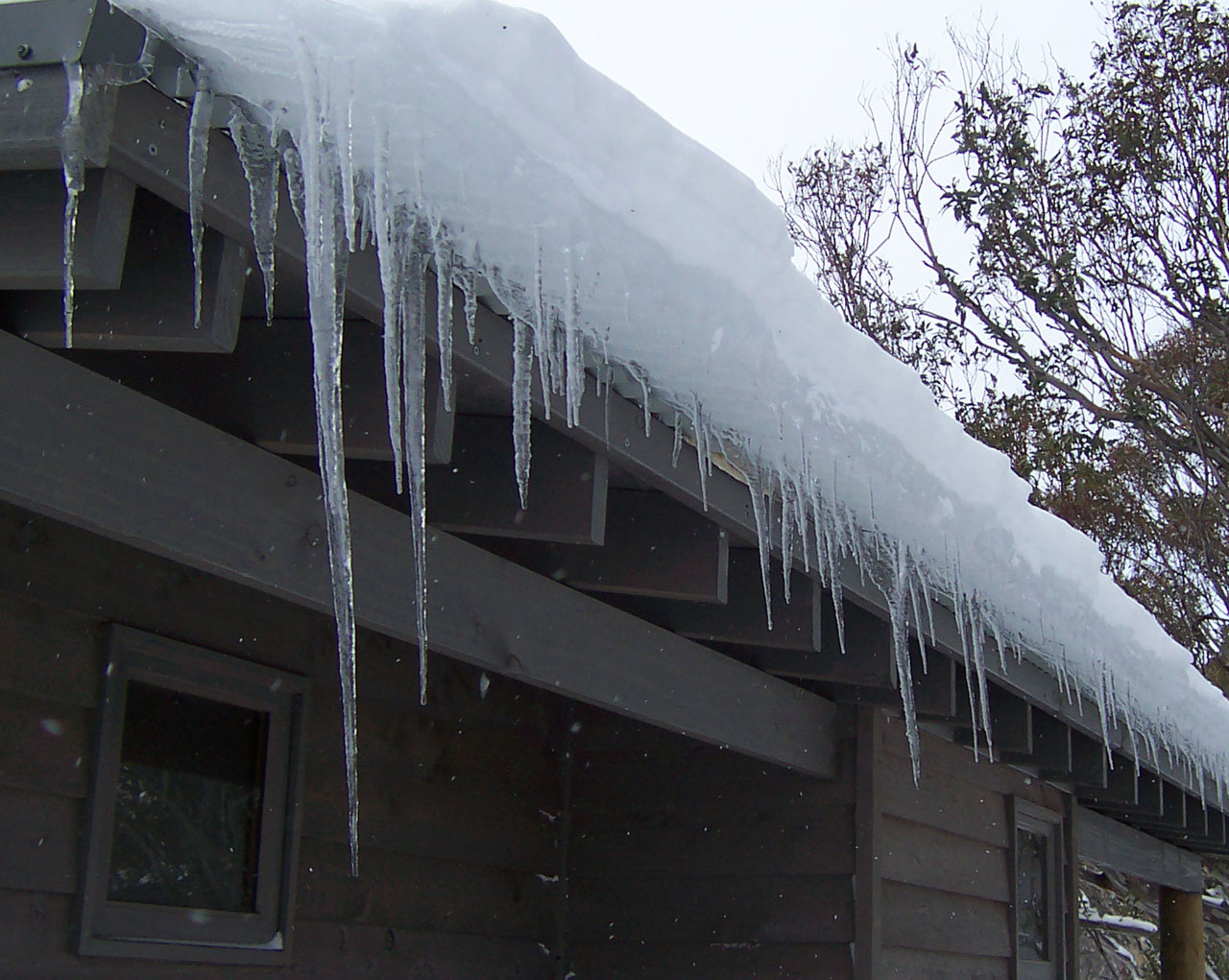
Ghiaccioli su di un tetto

Un ghiacciolo è un cono appuntito di ghiaccio che si forma quando l'acqua che cade da un oggetto gela. Di solito i ghiaccioli si formano quando il ghiaccio o la neve fondono per il calore del Sole (o di un'altra sorgente) o per la pressione dovuta al peso della neve soprastante e poi l'acqua così ottenuta, tornando a contatto con temperatura dell'aria sotto 0 °C, rigela. 
Se il processo di scongelamento e ricongelamento prosegue, il ghiacciolo aumenta di spessore e lunghezza. Di solito il ghiacciolo è appuntito ma, a causa del vento e della velocità con cui cade l'acqua, può anche essere arrotondato. I ghiaccioli possono essere pericolosi per la struttura dei tetti, dei rami degli alberi e per l'incolumità fisica delle persone in caso di rottura e caduta.